# プラザ開発
株式会社プラザ開発（プラザかいはつ、Plaza development Inc.）は、ホテルや結婚式、レストラン、宿泊施設、宴会等々の運営を行う会社。
所在地は、大分県中津市東本町1-2。

## 沿革
1985年9月に会社設立。（当時の会社名は、株式会社ホテルサンルート中津）
翌年の1986年9月よりホテルサンルート中津の運営を開始する。
2004年12月21日に同ホテル屋号をグランプラザ中津ホテルと変更するのと同時に社名を株式会社プラザ開発とした。
2009年7月27日関連会社に株式会社ハウスインクが設立された。